# Costaricaanse blauwbuikamazilia
De Costaricaanse blauwbuikamazilia (Saucerottia hoffmanni synoniem: Amazilia hoffmanni) is een vogel uit de familie Trochilidae (kolibries). De vogel is genoemd naar de Duitse natuuronderzoeker Karl Hoffmann.

## Verspreiding en leefgebied
Deze soort komt voor in het westen van Nicaragua tot in Costa Rica.

## Status
De Corsicaanse blauwbuikamazilia komt niet als aparte soort voor op de lijst van het IUCN, maar is daar een ondersoort van de Blauwbuikamazilia (Amazilia saucerottei hoffmanni).